# Heiko Butscher
Heiko Butscher (ur. 28 sierpnia 1980 w Leutkirch im Allgäu) – niemiecki trener i piłkarz, występuje na pozycji obrońcy. Obecnie pełni funkcję trenera rezerw klubu VfL Bochum.

## Życiorys
Zanim rozpoczął profesjonalną karierę, grał w klubach młodzieżowych, takich jak: SV Dietmanns, SV Ellwangen, SV Aichstetten, czy FC Wangen. Następnie trafił do Karlsruher SC, klubu, który występował wówczas w Oberlidze. W 2003 roku przeszedł do SV Sandhausen, a następnie do drugiej drużyny VfB Stuttgart i grał tam przez dwa sezony. W 2005 roku trafił do VfL Bochum i zaliczył 24 występy w 2. Bundeslidze. Podopieczni Marcela Kollera zajęli 1. miejsce i awansowali do Bundesligi. Od sezonu 2007/2008 Butscher reprezentował barwy klubu 2. Bundesligi, SC Freiburg. W 2012 roku odszedł do Eintrachtu Frankfurt.

## Kariera w liczbach
| Sezon   | Klub                | Rozgrywki        | Mecze | Bramki |
| ------- | ------------------- | ---------------- | ----- | ------ |
| 2000/01 | Karlsruher SC       | Regionalliga Süd | 2     | 0      |
| 2001/02 | SV Sandhausen       | Oberliga         | ?     | ?      |
| 2002/03 | SV Sandhausen       | Oberliga         | ?     | ?      |
| 2003/04 | VfB Stuttgart II    | Regionalliga Süd | 29    | 3      |
| 2004/05 | VfB Stuttgart II    | Regionalliga Süd | 33    | 6      |
| 2005/06 | VfL Bochum          | 2. Bundesliga    | 24    | 1      |
| 2006/07 | VfL Bochum          | Bundesliga       | 20    | 1      |
| 2007/08 | SC Freiburg         | 2. Bundesliga    | 32    | 4      |
| 2008/09 | SC Freiburg         | 2. Bundesliga    | 31    | 3      |
| 2009/10 | SC Freiburg         | Bundesliga       | 29    | 1      |
| 2010/11 | SC Freiburg         | Bundesliga       | 25    | 1      |
| 2011/12 | SC Freiburg         | Bundesliga       | 8     | 0      |
| 2011/12 | Eintracht Frankfurt | 2. Bundesliga    | 12    | 0      |